# モグモグモギュー
『モグモグモギュー』は、オイユウタによる日本の漫画。『少年ジャンプ+』（集英社）において、2020年10月5日から2021年2月22日まで連載された。
「ジャンプ最強ギャグ漫画賞！」で大賞を受賞し『最強ジャンプ』（集英社）2020年9月号（8月4日発売）に読み切りが掲載、『少年ジャンプ+』での連載開始と同日にテレビアニメが放送開始された。

## 登場キャラクター
土屋 海飛（つちや かいと）
声 - 小針彩希
小学生。勉強熱心だが、店を継がせたい父親に邪魔されることが多い。
モギュー
声 - 芹澤優
モグラ型ロボット（サイボーグ）。穴掘りが得意。
カイトパパ
声 - サンシャイン池崎
ラーメンつちやの店主。息子に店を継がせたい。
カイトママ
元ギャル。
博士
声 - 堀総士郎
モギューの生みの親。

## 書誌情報
- オイユウタ『モグモグモギュー』集英社〈ジャンプコミックスDIGITAL〉、2021年4月30日発売[3] - 電子書籍限定刊行。

## テレビアニメ
2020年10月5日から10月26日までテレビ東京系列『おはスタ』内のコーナーアニメとして放送された。

### スタッフ
- 原作 - オイユウタ
- 協力 - 最強ジャンプ編集部（集英社）
- 監督 - 峯沢琢也
- キャラクターデザイン - 桑波田満
- CGディレクター - 三浦武尊
- CGプロデューサー - 沖田秀樹
- 音楽 - TOMOri Kudo
- 音響監督 - 浦狩裕樹
- 音楽協力・アニメーション制作 - 小学館ミュージック&デジタル エンタテイメント
- プロデューサー - 千代島優

### 主題歌
「モグモグモギュー」
ねばり亭まめ子によるオープニングテーマ。作詞・作曲は持田裕輔。